# Слатінський потік (притока Вагу)
Слатінський потік (словац. Slatinský potok) — річка в Словаччині; ліва притока Вагу. Протікає в окрузі окрузі Пухов.
Довжина — 11.7 км. Витікає в масиві Стражовські-Врхи на висоті 615 метрів.
Протікає територією сіл Мойтін і Белуша. Впадає у Ваг на висоті 245 метрів.